# Międzynarodowa Nagroda im. Stefana Banacha
Międzynarodowa Nagroda im. Stefana Banacha (ang. The International Stefan Banach Prize for a Doctoral Dissertation in the Mathematical Sciences) – nagroda w nowej edycji przyznawana od roku 2021 przez Polskie Towarzystwo Matematyczne za najlepszą pracę doktorską z dziedziny nauk matematycznych dla młodych naukowców z następujących krajów:
- państwa Grupy Wyszehradzkiej: Polska, Czechy, Słowacja, Węgry;
- państwa odłączone od ZSRR: Białoruś (czasowo zawieszona), Ukraina, Mołdawia, Litwa, Łotwa, Estonia;
- państwa byłej Jugosławii: Słowenia, Chorwacja, Bośnia i Hercegowina, Serbia, Czarnogóra, Macedonia Północna,    Kosowo;
- pozostałe kraje bałkańskie: Albania, Bułgaria, Rumunia.

Corocznie przyznawana jest nagroda główna w wysokości 25 000 zł oraz dwa wyróżnienia po 10 000 zł (w uzasadnionych przypadkach Jury może nie przyznać nagrody głównej). Sponsorami nagrody są:
- Sponsor Główny konkursu – firma PwC
- Sponsor Strategiczny – Uniwersyteckie Centrum Doskonałości z UMK
- Konsorcjum Międzywydziałowe, w którego skład wchodzą
  - Wydział Matematyki Informatyki i Mechaniki Uniwersytetu Warszawskiego,
  - Wydział Matematyki i Nauk Informacyjnych Politechniki Warszawskiej,
  - Wydział Matematyki i Informatyki Uniwersytetu Jagiellońskiego,
  - Wydział Matematyki Stosowanej Akademii Górniczo-Hutniczej im. Stanisława Staszica w Krakowie
  - Wydział Matematyki i Informatyki Uniwersytetu Wrocławskiego,
  - Wydział Matematyki Politechniki Wrocławskiej,
  - Wydział Matematyki i Informatyki Uniwersytetu Łódzkiego,
  - Wydział Matematyki i Informatyki Uniwersytetu im. Adama Mickiewicza w Poznaniu,
  - Wydział Matematyki Stosowanej Politechniki Śląskiej.

Konkurs ogłaszany jest corocznie pomiędzy 1 stycznia a 1 marca, a zgłoszenia można nadsyłać do dnia 15 maja. Ogłoszenie wyników następuje do 31 lipca. O nagrodę i wyróżnienia mogą ubiegać się osoby, które  uzyskały stopień doktora w dyscyplinie matematyka (lub w jej zagranicznym odpowiedniku) pomiędzy 1 maja roku poprzedzającego a 30 kwietnia danego roku. 
W latach 2021–2023 laureatami zostali
- Michał Miśkiewicz (UW) – nagroda główna 2021[1]
- Tomasz Dębiec (UW) – wyróżnienie 2021[1]
- Wojciech Górny (UW) – wyróżnienie 2021[1]
- Marcin Sroka (UJ) – nagroda główna 2022[2]
- Agnieszka Hejna (UWr) – wyróżnienie 2022[2]
- Dominik Burek (UJ) – wyróżnienie 2022[2]
- Blas Fernandez (U. Primorska, Słowenia) – wyróżnienie 2023[3]
- Szymon Cygan (UWr) – wyróżnienie 2023[3]

## Edycje w latach ubiegłych
Konkurs był organizowany również w latach 2009–2017 i wtedy był on sponsorowany przez firmę teleinformatyczną Ericpol. Obejmował on swoim zasięgiem Białoruś, Czechy, Estonię, Finlandię, Litwę, Łotwę, Norwegię, Polskę, Słowację, Szwecję, Ukrainę i Węgry. Równowartością nagrody było:
- w latach 2009–2012 – 20.000 zł,
- w latach 2013–2017 – 25.000 zł.

Laureatami tych edycji byli:
- 2009: Tomasz Elsner
- 2010: Jakub Gismatullin
- 2011: Łukasz Pańkowski
- 2012: Andras Mathe
- 2013: Marcin Pilipczuk
- 2014: Dan Petersen
- 2015: Joonas Ilmavirta
- 2016: Adam Kanigowski[5]
- 2017: Anna Szymusiak[6]